# Боянова, Христина
Христина Боянова (болг. Христина Боянова; род. 11 февраля 1966, София) — болгарская фигуристка, выступавшая в танцах на льду. Участница зимних Олимпийских игр 1984 года.

## Биография
Христина Боянова родилась 11 февраля 1966 года в болгарском городе София.
Представляла в соревнованиях по фигурному катанию софийскую «Славию». Выступала в танцах на льду вместе с Явором Ивановым.
Трижды участвовала в чемпионатах мира: в 1983 году в Хельсинки Боянова и Иванов заняли 18-е место, в 1986 году в Женеве — 20-е, в 1987 году в Цинциннати — 21-е.
Четырежды выступала на чемпионатах Европы: в 1983 году в Дортмунде Боянова и Иванов заняла 17-е место, в 1984 году в Будапеште — 21-е, в 1986 году в Копенгагене — 16-е, в 1987 году в Сараево — 19-е.
В 1984 году вошла в состав сборной Болгарии на зимних Олимпийских играх в Сараево. В танцах на льду вместе с Ивановым заняли 18-е место, набрав 36,0 балла и уступив 34 балла завоевавшим золото Джейн Торвилл и Кристоферу Дину из Великобритании.